# Loc. cit.
Loc. cit. från latinets loco citato, är en fotnotsterm som används för att hänvisa till en tidigare källa. Loc. cit. används istället för ibid. när det inte enbart är en tidigare källa utan även samma sida. Loc. cit. används också istället för po. cit. när referensen är till en tidigare nämnd källa och samma sida i den källan. Loc. cit. följs därför aldrig av ett sidnummer.

## Exempel
- Exempel 1:

9. R. Millan, "Art of Latin grammar" (Academic, New York, 1997), p. 23.
10. Loc. cit.

I exemplet ovan hänvisar Loc. cit. i referens 10 till hela referens 9, inklusive sidnummer. Vid sådan användning inleds Loc. cit. med stor bokstav.
- Exempel 2:

9. R. Millan, "Art of Latin grammar" (Academic, New York, 1997), p. 23.
10. G. Wiki, "Blah and its uses" (Blah Ltd., Old York, 2000), p. 12.

11. Millan, loc. cit.
I det andra exemplet hänvisar loc. cit. i referens 11 till referens 9, inklusive sidnummer.